# Coppa della Germania Est 1981-1982
La Coppa della Germania Est 1981-82  fu la trentatreesima edizione della competizione.

## Turno di qualificazione
(Sabato, 15. Agosto 1981, 15.00 Uhr)
| BSG Motor Süd Brandenburg – BSG Stahl Nordwest Leipzig | 1:3 |
| TSG Lübbenau – BSG Stahl Hennigsdorf                   | 0:1 |
| BSG Chemie Schönebeck – BSG Stahl Brandenburg          | 0:1 |

## Primo turno
(Sonntag, 6. Settembre 1981, 15.00 Uhr)
| BSG Traktor Behrenhoff* - BSG Post Neubrandenburg             | 0:2              |
| BSG Hydraulik Parchim* –- BSG Lokomotive Stendal              | 1:3              |
| ASG Vorwärts Neubrandenburg II* –- TSG Wismar                 | 1:3              |
| BSG Motor Teltow* –- BSG Bergmann Borsig Berlin               | 1:3              |
| BSG Chemie PCK Schwedt II* –- BSG Stahl Eisenhüttenstadt      | 0:2              |
| BSG Turbine Spremberg* –- ASG Vorwärts Kamenz                 | 1:2              |
| BSG Traktor Klötze* –- BSG Stahl Thale                        | 0:4              |
| ASG Vorwärts Dessau II* –- BSG Motor Nordhausen               | 1:1 dts, 5:3 dcr |
| BSG Motor Gotha* –- BSG Chemie IW Ilmenau                     | 0:1              |
| BSG Chemie Schwarza* –- BSG Motor Weimar                      | 0:4              |
| ASG Vorwärts Bad Salzungen* –- BSG Akt. Kali Werra Tiefenort  | 5:5 dts, 4:5 dcr |
| BSG Robur Zittau* –- BSG Fortschritt Bischofswerda            | 1:2 dts          |
| TSG Chemie Markkleeberg* –- BSG Fortschritt Weida             | 4:2              |
| BSG Motor Lößnitz* –- BSG Aufbau Krumhermersdorf              | 1:2              |
| BSG Rotation Berlin* –- SG Dynamo Fürstenwalde                | 1:2              |
| BSG Lokomotive Anklam – BSG Chemie PCK Schwedt                | 1:1 dts, 5:4 dcr |
| BSG Kernkraftwerk Greifswald – ASG Vorwärts Stralsund         | 1:2 dts          |
| TSG Bau Rostock – BSG Schiffahrt/Hafen Rostock                | 3:1              |
| BSG Motor Wolgast – BSG KWO Berlin                            | 2:3              |
| BSG Chemie Veritas Wittenberge – SG Dynamo Schwerin           | 2:3              |
| BSG Stahl Brandenburg – ISG Schwerin Süd                      | 6:0              |
| BSG Stahl Hennigsdorf – ASG Vorwärts Neubrandenburg           | 1:4              |
| BSG Motor Eberswalde – ASG Vorwärts Dessau                    | 0:6              |
| BSG Halbleiterwerk Frankfurt/O. – BSG Aktivist Schwarze Pumpe | 0:1              |
| BSG MK Sangershausen – BSG Glückauf Sondershausen             | 5:1              |
| BSG Chemie Wolfen – BSG Chemie Leipzig                        | 2:2 dts, 2:4 dcr |
| BSG Landbau Bad Langensalza – BSG Stahl Blankenburg           | 3:2              |
| BSG Motor Rudisleben – BSG Motor FH Karl-Marx-Stadt           | 2:3              |
| BSG Motor Steinach – BSG Chemie Zeitz                         | 3:1              |
| BSG Motor Suhl – BSG Motor Werdau                             | 0:2 dts          |
| FSV Lokomotive Dresden – BSG Chemie Böhlen                    | 2:3              |
| TSG Gröditz – Union Berlino                                   | 0:5              |
| BSG Motor Hermsdorf – BSG Stahl Riesa                         | 0:3              |
| BSG Aktivist Espenhain – SG Dynamo Eisleben                   | 1:3              |
| BSG Stahl Nordwest Leipzig – BSG Motor Hennigsdorf            | 3:2              |
| ASG Vorwärts Plauen – BSG Wismut Gera                         | 4:2              |

## Turno intermedio
(Domenica, 27. Settembre 1981, 14.00 Uhr)
| ASG Vorwärts Dessau II* – BSG Stahl Riesa                    | 2:0 dts |
| TSG Chemie Markkleeberg* – SG Dynamo Eisleben                | 6:3     |
| BSG Landbau Bad Langensalza – BSG Stahl Thale                | 1:2     |
| 1. FC Union Berlin – BSG Post Neubrandenburg                 | 3:2     |
| BSG KWO Berlin – TSG Bau Rostock                             | 3:1     |
| BSG Fortschritt Bischofswerda –BSG Aktivist Schwarze Pumpe   | 1:2 dts |
| ASG Vorwärts Kamenz – BSG Stahl Eisenhüttenstadt             | 3:0 dts |
| SG Dynamo Fürstenwalde – BSG Lokomotive Anklam               | 7:2     |
| BSG Chemie Leipzig – BSG Stahl Brandenburg                   | 2:1 dts |
| ASG Vorwärts Plauen – BSG Chemie Böhlen                      | 2:4     |
| BSG Maschinen-Kombinat Sangershausen – BSG Chemie IW Ilmenau | 2:3     |
| SG Dynamo Schwerin – BSG Lokomotive Stendal                  | 4:5     |
| BSG Motor Steinach – BSG Motor FH Karl-Marx-Stadt            | 2:6     |
| ASG Vorwärts Stralsund – BSG Bergmann Borsig Berlin          | 2:0     |
| BSG Aktivist Kali Werra Tiefenort – BSG Stahl NW Leipzig     | 1:0     |
| TSG Wismar – ASG Vorwärts Neubrandenburg                     | 0:1     |
| BSG Motor Weimar – BSG Aufbau Krumhermersdorf                | 3:1     |
| BSG Motor Werdau – ASG Vorwärts Dessau                       | 2:1     |

## Secondo Turno
(Sabato, 17. Ottobre 1981, 13.30 Uhr)
| ASG Vorwärts Dessau II* – 1. FC Magdeburg               | 0:2              |
| TSG Chemie Markkleeberg* – BSG Energie Cottbus          | 2:3 dts          |
| BSG KWO Berlin – FC Hansa Rostock                       | 3:1              |
| BSG Chemie Böhlen – BSG Sachsenring Zwickau             | 3:1              |
| BSG Motor FH Karl-Marx-Stadt – FC Vorwärts Frankfurt/O. | 0:6              |
| BSG Chemie IW Ilmenau – FC Rot-Weiß Erfurt              | 0:1              |
| ASG Vorwärts Kamenz – SG Dynamo Dresden                 | 0:1              |
| ASG Vorwärts Neubrandenburg – Berliner FC Dynamo        | 1:5              |
| BSG Aktivist Schwarze Pumpe – BSG Wismut Aue            | 0:1              |
| BSG Lokomotive Stendal – Hallescher FC Chemie           | 2:5 dts          |
| BSG Stahl Thale – 1. FC Lokomotive Leipzig              | 0:1              |
| BSG Aktivist Kali Werra Tiefenort – FC Carl Zeiss Jena  | 1:7              |
| BSG Motor Weimar – FC Karl-Marx-Stadt                   | 0:1              |
| BSG Motor Werdau – BSG Chemie Buna Schkopau             | 3:1              |
| BSG Chemie Leipzig – Union Berlino                      | 3:3 dts, 4:3 dcr |
| ASG Vorwärts Stralsund – SG Dynamo Fürstenwalde         | 4:1 dts          |

## Ottavi
(Sabato, 21. Novembre 1981, 13:00 Uhr)
| BSG KWO Berlin - SG Dynamo Dresden                  | 0:2              |
| ASG Vorwärts Stralsund – BSG Energie Cottbus        | 3:3 dts, 8:9 dcr |
| BSG Motor Werdau – FC Carl Zeiss Jena               | 0:5              |
| 1. FC Magdeburg – Berliner FC Dynamo                | 1:2              |
| FC Rot-Weiß Erfurt – BSG Chemie Böhlen              | 3:0              |
| FC Vorwärts Frankfurt/O. – 1. FC Lokomotive Leipzig | 3:2              |
| Hallescher FC Chemie – BSG Wismut Aue               | 3:1              |
| FC Karl-Marx-Stadt – BSG Chemie Leipzig             | 2:1              |

## Quarti
(Sabato, 12. Dicembre 1981)
| Berliner FC Dynamo – FC Karl-Marx-Stadt       | 5:3     |
| BSG Energie Cottbus – Hallescher FC Chemie    | 2:1 dts |
| FC Vorwärts Frankfurt/O. – FC Rot-Weiß Erfurt | 1:0     |
| FC Carl Zeiss Jena – SG Dynamo Dresden        | 2:3 dts |

## Semifinali
(27 Marzo 1982)
| Squadra 1     | Risultato | Squadra 2            |
| ------------- | --------- | -------------------- |
| BFC Dynamo    | 2 - 0     | Vorwärts Francoforte |
| Dinamo Dresda | 4 - 1     | Energie Cottbus      |

## Finale
| Clubs             | Dinamo Dresda - Dynamo Berlin |
| Risultato         | 1-1 dts, 6-5 dcr |
| Data              | 1º maggio 1982 |
| Stadio            | Stadion der Weltjugend, Berlino 48 000 spettatori |
| Arbitro           | Hans Kulicke, Oderberg |
| Marcatori         | 0:1 Trautmann (51.) 1:1 Riediger (85.) Calci di rigore:1:0 Ullrich, 1:1 Mittag, 2:1 Ernst, 2:2 Schmuck, Backs sbaglia, 2:3 Trautmann, 3:3 Troppa, 3:4 Gütschow, 4:4 Terletzki, 4:5 Pilz.                                     |
| SG Dynamo Dresden | Bernd Jakubowski – Udo Schmuck – Frank Schuster, Andreas Trautmann, Andreas Mittag – Reinhard Häfner, Hans-Uwe Pilz, Hartmut Schade – Lutz Schülbe (75. Torsten Gütschow), Ralf Minge, Gert Heidler; ALL. Gerhard Prautzsch  |
| Dynamo Berlino    | Bodo Rudwaleit – Norbert Trieloff – Michael Noack, Rainer Troppa, Artur Ullrich – Rainer Ernst, Frank Terletzki, Christian Backs – Hans-Jürgen Riediger, Ralf Sträßer, Wolf-Rüdiger Netz (75. Bernd Schulz); ALL.Jürgen Bogs |

## Campioni
| Coppa della Germania Est 1981-82 |
| -------------------------------- |
| Dinamo Dresda Quarto titolo      |